# International K Series
 (juin 2021).
Si vous disposez d'ouvrages ou d'articles de référence ou si vous connaissez des sites web de qualité traitant du thème abordé ici, merci de compléter l'article en donnant les références utiles à sa vérifiabilité et en les liant à la section « Notes et références ».
Les séries International K et KB sont des camions produits par International Harvester, le premier étant le K introduit au milieu des années 1940. Au total, il y avait 42 modèles, 142 longueurs d'empattement différentes et des capacités de charge allant de 1/2 tonne à 90 000 lb. Ils sont surtout connus pour leur durabilité, leur conception d’avant-guerre dans l’après-guerre et leur prix bas. Le successeur du K, le KB, a été introduit en 1947, avec la différence caractéristique étant une calandre inférieure élargie ressemblant à des « ailes ». Entre 1947 et 1949, 122 000 camions KB-1 et KB-2 furent vendus. La série KB a ensuite été remplacée par la série L.

## série K

### Des modèles

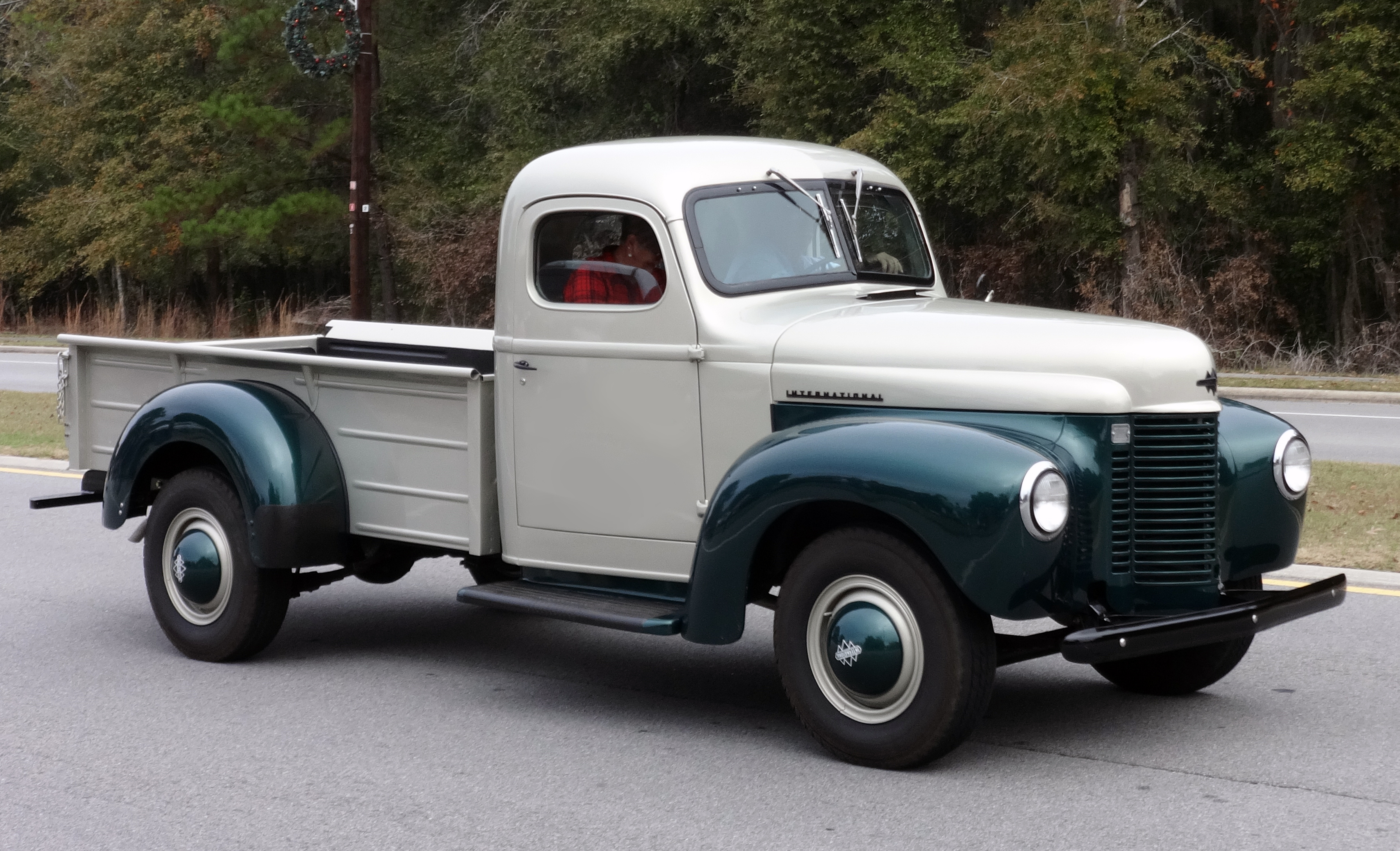
Camion K-3 de guerre, avec presque aucun travail brillant

Les modèles K progressent de 1 à 14 en fonction de la capacité de charge (K1 = demi-tonne, K2 = 3/4 tonne, K3 = 1 tonne, etc.).
Il n'existe pas de camions modèles K-9 ou K-13.

### Travaux légers
Peu de différences existent entre les modèles K-1 et K-2 car ils partagent la plupart de leurs composants mécaniques et de châssis. Les essieux arrière de ces deux modèles sont supportés par un seul roulement à rouleaux. Leurs différences en termes de capacité de charge sont dues à la suspension plus solide du K-2.
Le K-3 a un cadre plus lourd, des freins plus gros et des essieux arrière soutenus par deux roulements à rouleaux sur une extrémité arrière flottante libre. Le K-4, plus robuste, est doté de roues de style artillerie.

### à toute épreuve

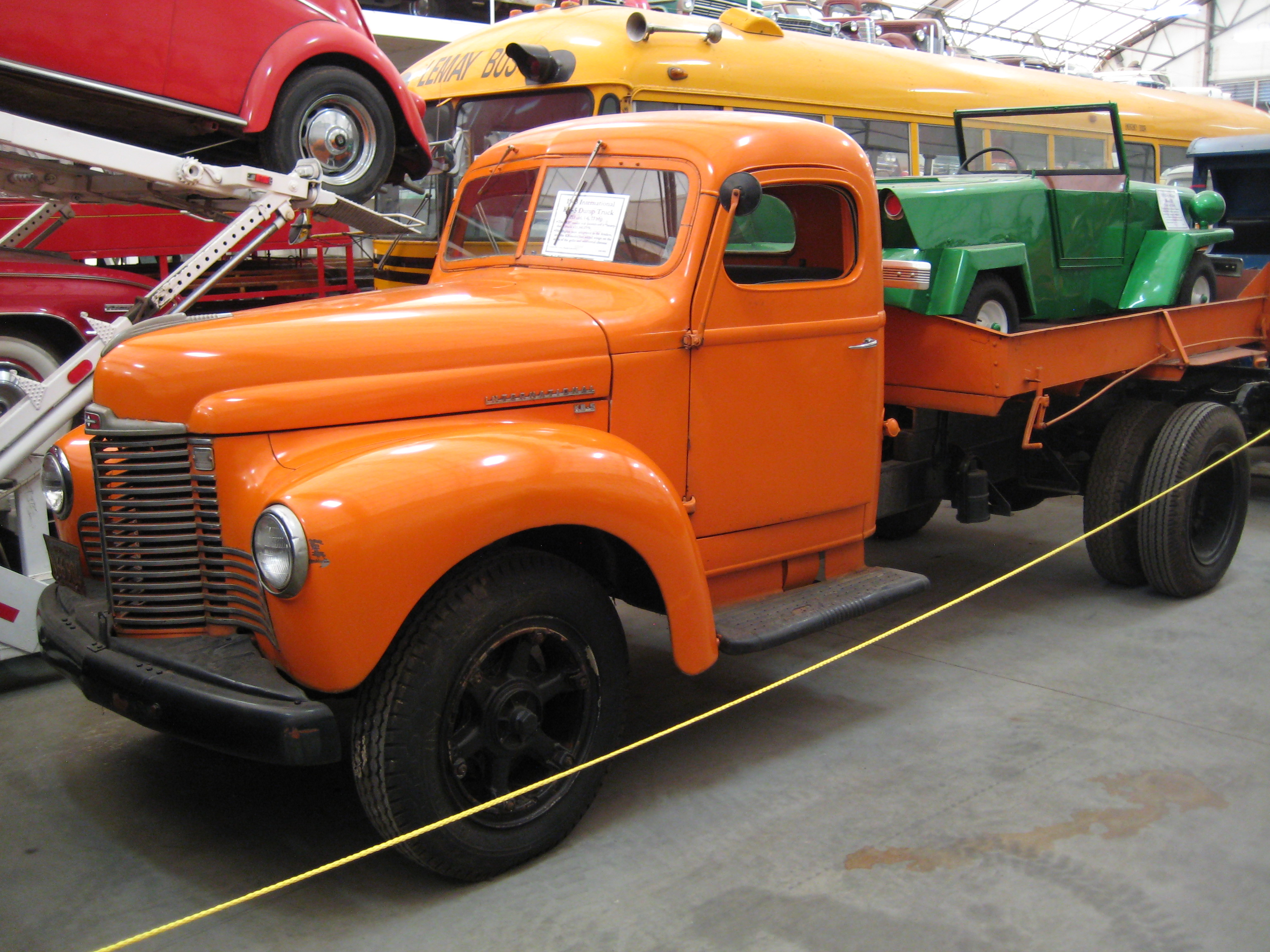
Camion KB-5 avec un King Midget sur plateau

Les K6 robustes et plus grands utilisent un capot papillon à charnière centrale plutôt que le capot à charnière arrière des camions plus petits.
Les K6 et K7 partagent le même capot, les mêmes ailes et la même calandre et utilisent les plus petits moteurs Blue Diamond.
Les K8 à K11 ont un capot, des ailes et une grille plus grands avec des barres de grill moins nombreuses mais plus larges. Ils utilisent les plus gros moteurs des séries FAB, Red ou RD selon l'année modèle.
Le K12 a un capot plus long pour accueillir le plus gros moteur Continental. Ils peuvent avoir soit le nez arrondi commun au KB8 et plus, soit une grille à nez plat.
Le K14 a des ailes à dessus plat plutôt que le dessus arrondi des plus petites tailles.

### Coiffant
Le style du camion impliquait des phares intégrés aux ailes. La capuche s'ouvre en style alligator. Les modèles robustes (K6 et supérieurs) ont repris la cabine de la série D et les ailes hautes.

## Série KB
Pour les modèles KB-1 à KB-5, des "ailes" chromées ont été ajoutées sur les côtés de la calandre, une pièce chromée enveloppante sur le capot avant, un ornement de capot et des lettres chromées indiquant la désignation du modèle sous la plaque signalétique internationale sur chaque modèle. côté du capot. Pour le KB-6 et les camions plus gros, les seuls changements externes étaient que l'insigne Triple Diamond a été déplacé vers le haut de la calandre chromée et que les désignations de modèle ont été ajoutées à la garniture chromée côté capot.

## Production soviétique
Le camion ZIS-150, produit entre 1947 et 1958, était une copie de l’International KB-7, qui a été exporté en Union soviétique pendant la Seconde Guerre mondiale avec l’accord de prêt-bail.

## Galerie

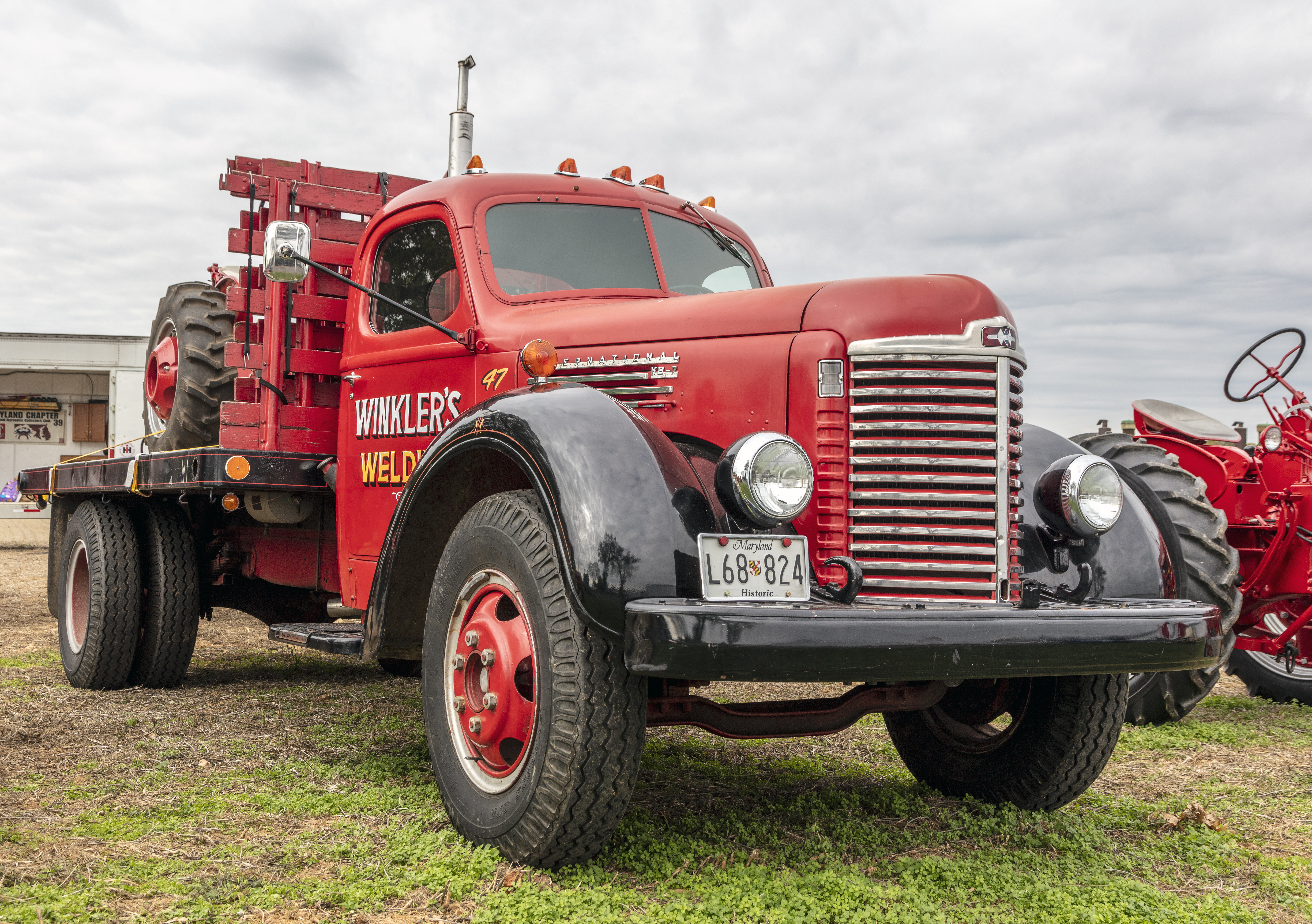
Camion international KB-7
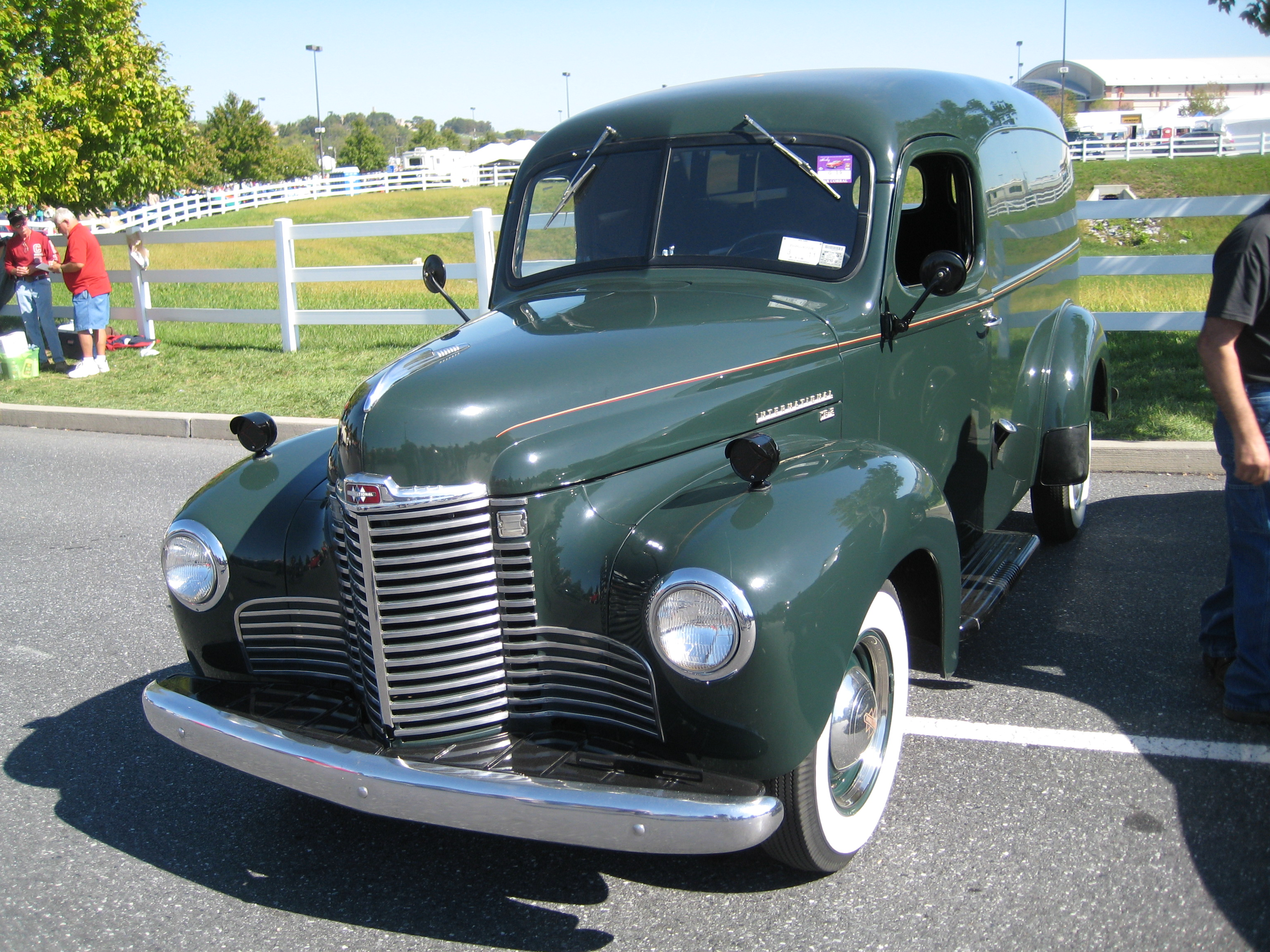
Série internationale KB fourgonnette
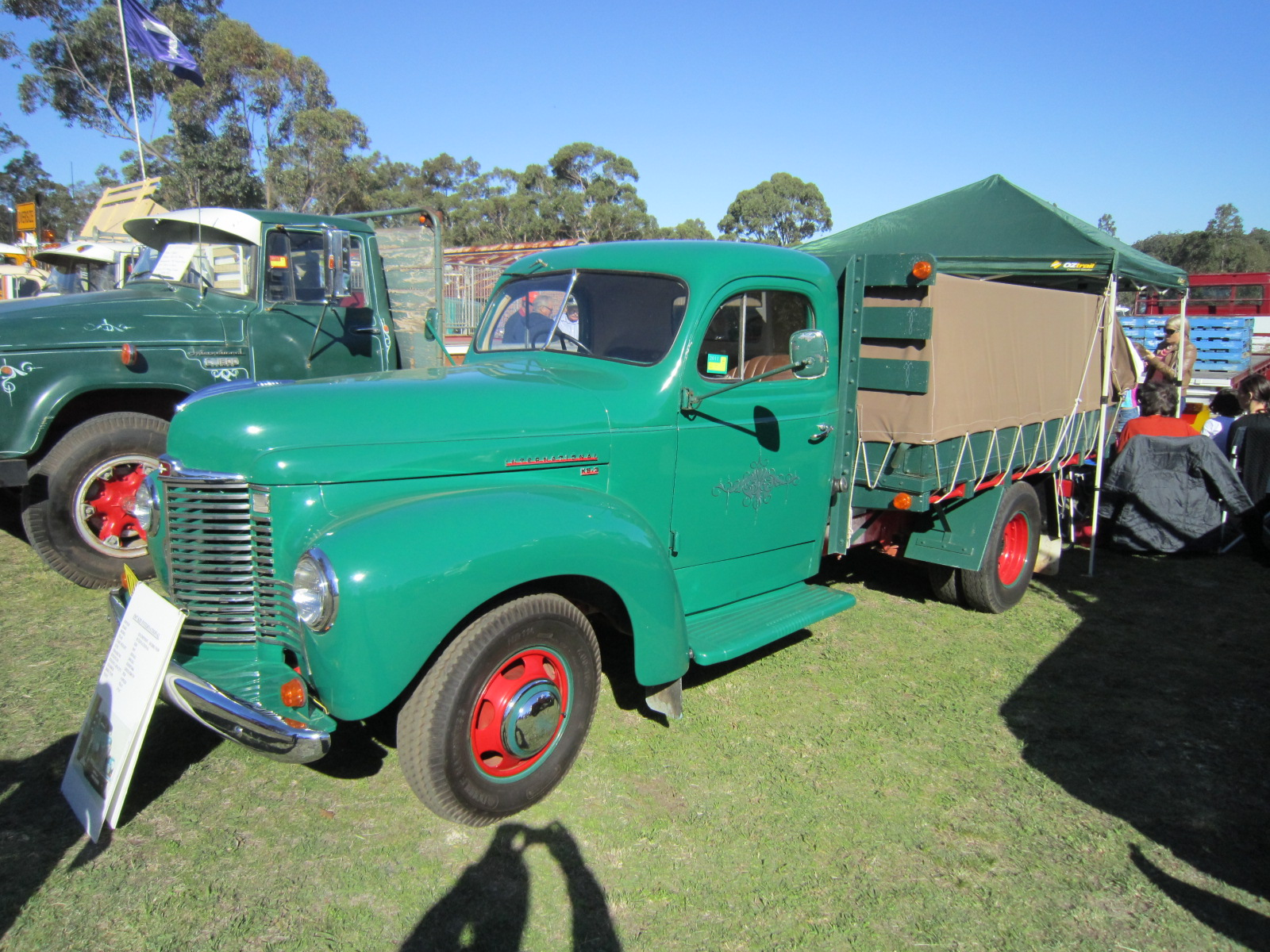
Camion International KB3
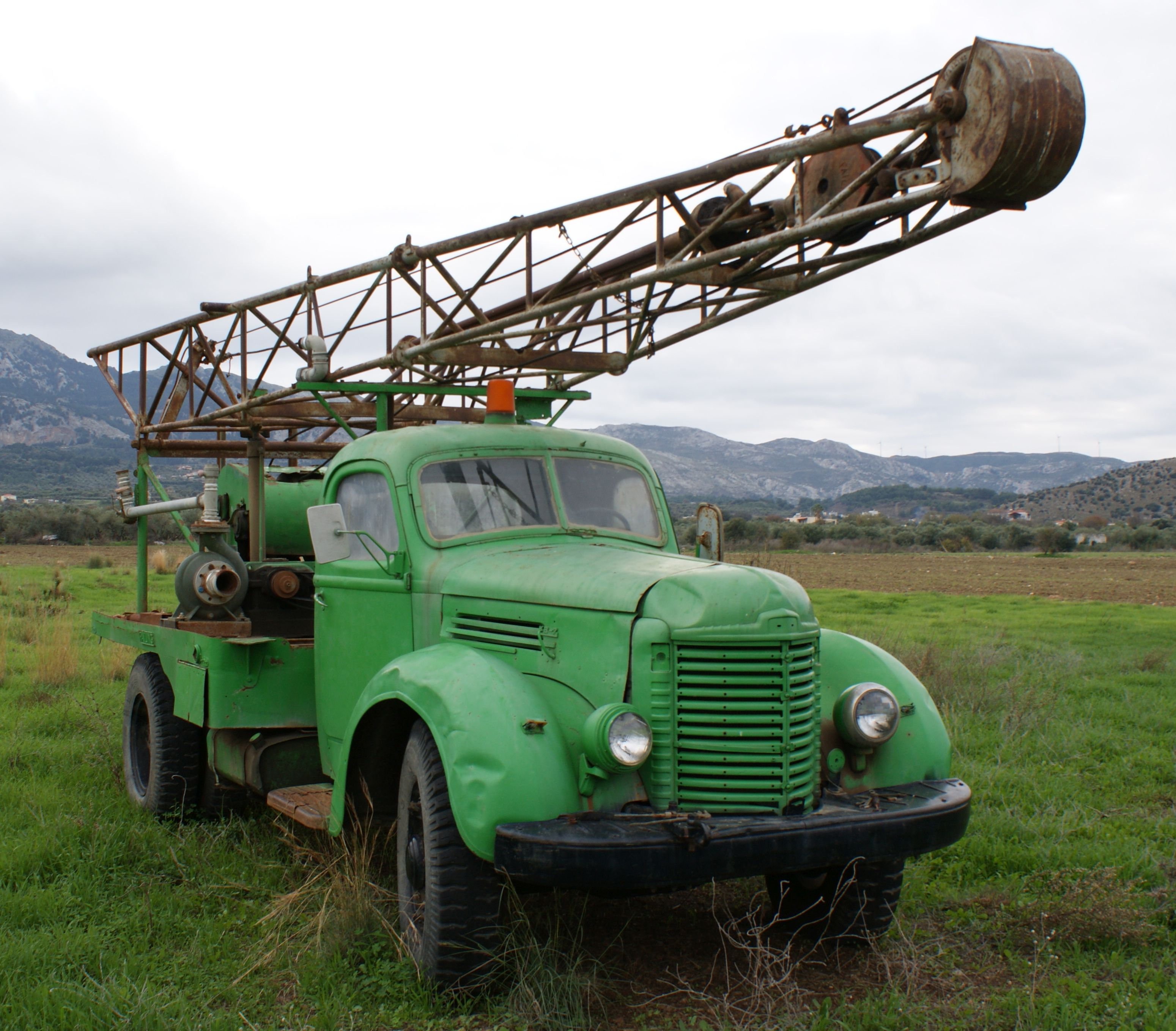
International Harvester KB-7 à Kos, Grèce
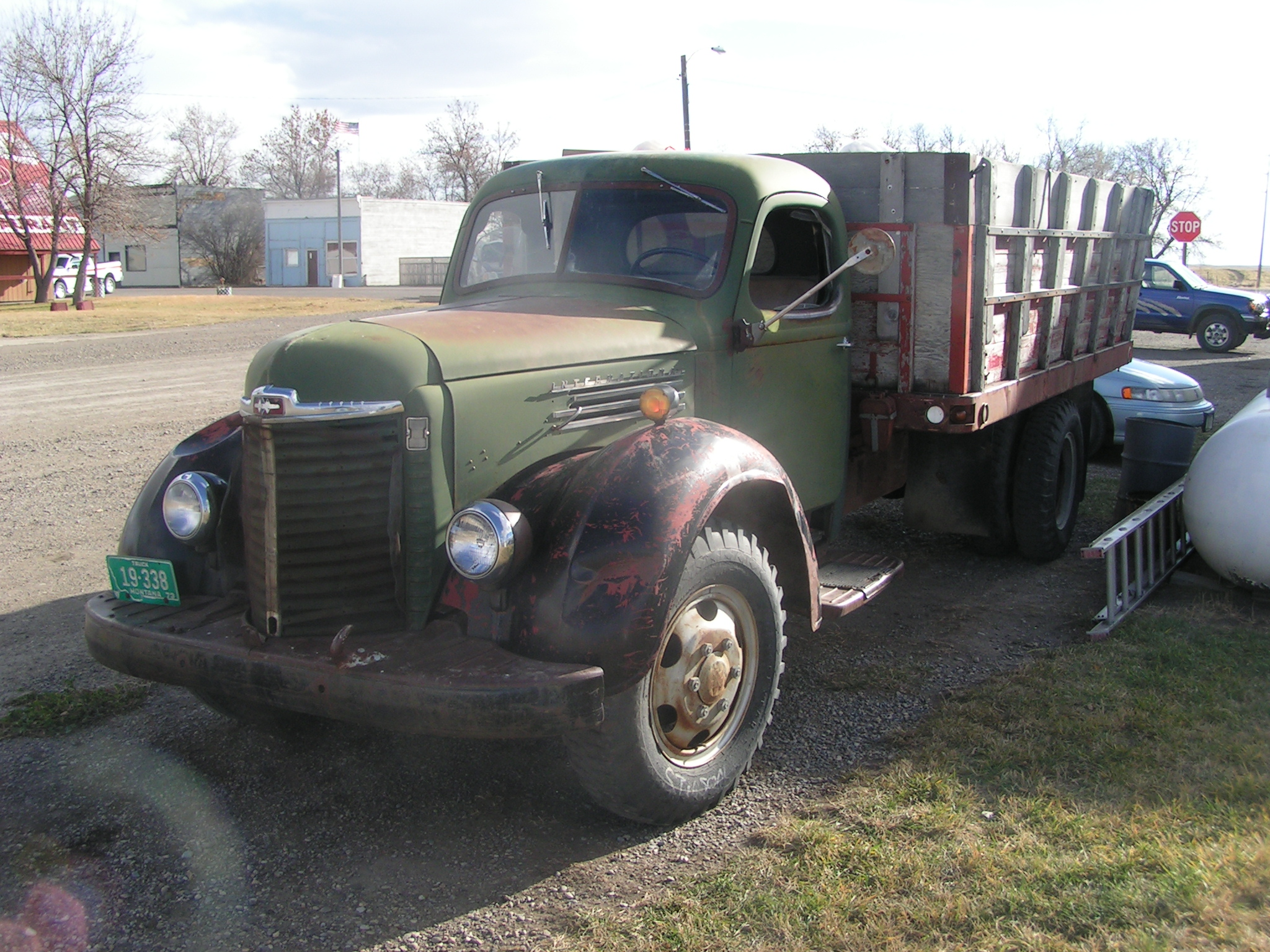
Camion moyen international de la série K
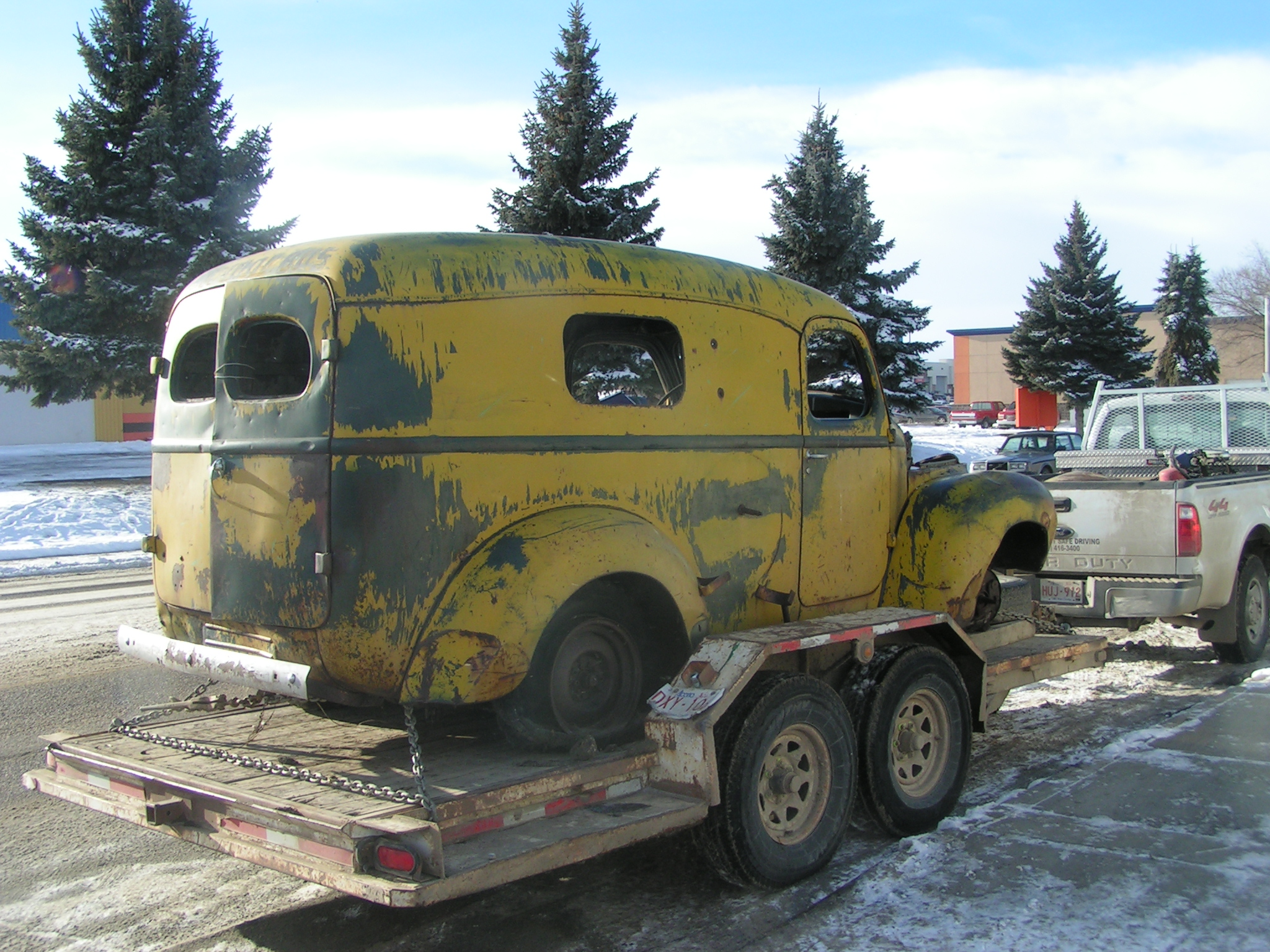
1947 International Modèle KB-1 Panneau, vue arrière
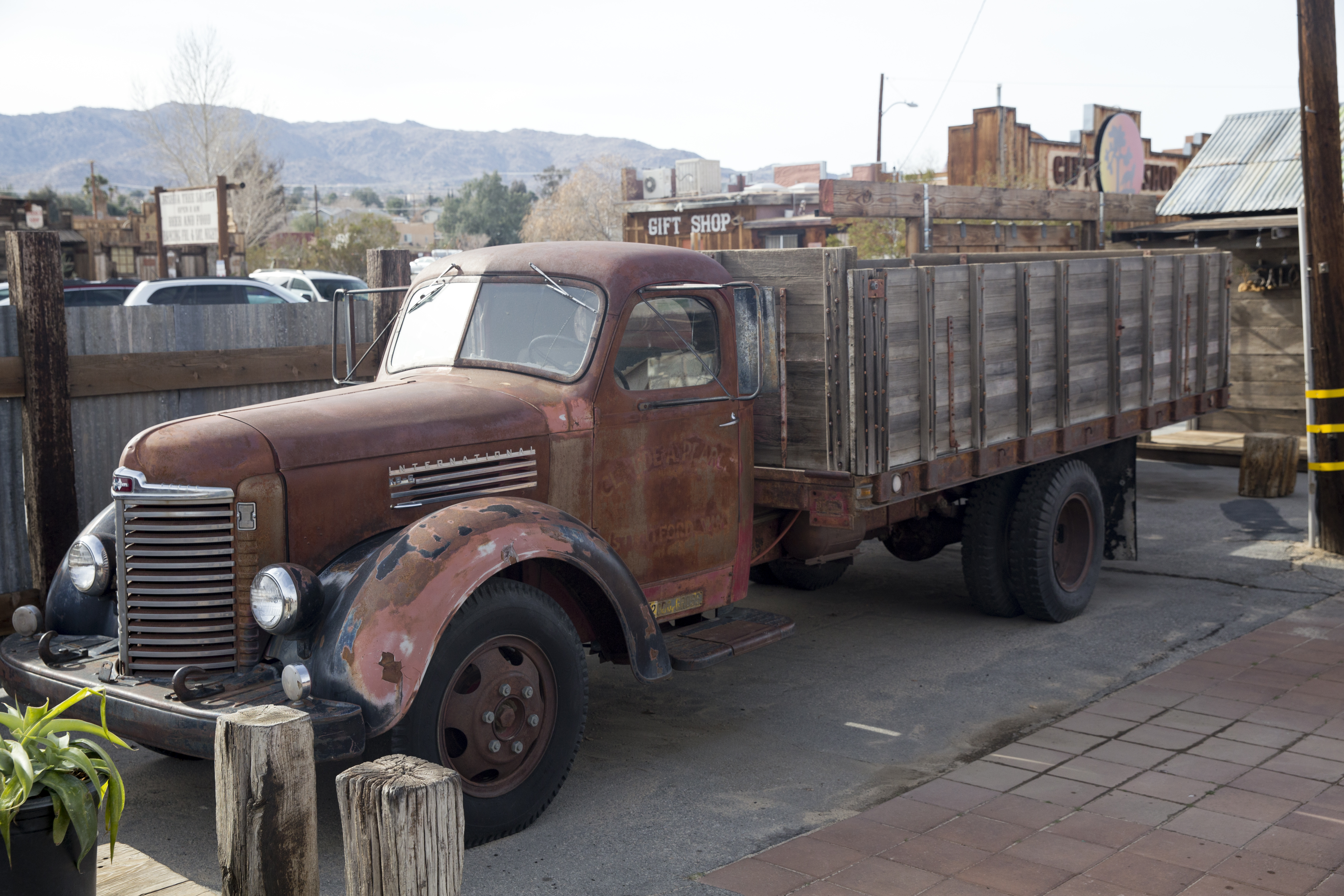
Camion à piquets IH KB-6